# La Gloire
La Gloire va ser el primer vaixell blindat d'alta mar de la Història. Va ser desenvolupat després de la Guerra de Crimea, que va evidenciar els efectes devastadors de les llavors modernes granades dels canons en els vaixells de fusta.

## El vaixell

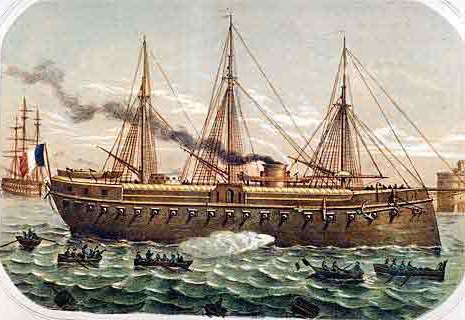
El vaixell cuirassat "La Gloire" en una pintura de 1860.

El seu blindatge metàl·lic protegia tot el buc, que era de fusta, i arribava fins i tot sota la línia de flotació. Els anglesos en resposta van botar el HMS Warrior, un cuirassat en que el blindatge es va col·locar només a la bateria, i van fer semblantment els següents cuirassats anglesos, per la qual cosa es conclou que al principi de l'era naval dels cuirassats la marina francesa era superior a l'anglesa.
L'artilleria estava disposada en els costats, com en els vaixells de fusta. Molt aviat va caure en obsolescència, ja que es va preferir la construcció de vaixells de bateria central o amb casamates en els costats, ja que d'aquesta manera podien albergar canons pesants, cosa que no es podia fer en els vaixells anteriors. El 1868, França va desenvolupar la classe  Ocean  com una versió millorada dels vaixells de bateria central. Ja La Gloire i els seus vaixells bessons, els Invincible i Normandie, van quedar com vaixells de segon ordre.